# Prasinocyma respersa
Prasinocyma respersa är en fjärilsart som beskrevs av Louis Beethoven Prout 1913. Prasinocyma respersa ingår i släktet Prasinocyma och familjen mätare. Inga underarter finns listade i Catalogue of Life.